# Giao hưởng số 1 (Haydn)
Giao hưởng số 1, cung Rê trưởng là bản giao hưởng đầu tiên trong sự nghiệp của nhà soạn nhạc vĩ đại người Áo Joseph Haydn. Ông viết bản nhạc này trong thời gian làm việc cho Bá tước Ferdinand Maximilian Morzin. Cụ thể hơn là vị bá tước này có một dàn nhạc giao hưởng ở Bohemia và dưới trướng của vị bá tước này, Haydn nghỉ ngơi ở đó. Bản giao hưởng được viết vào năm 1759. Đây là bản giao hưởng dành cho 2 oboe (hoặc có thể là sáo), bassoon, 2 horn, đàn dây và bè chạy liền. Giống như những bản nhạc đầu tiên của Haydn và các nhà soạn nhạc đương thời, bản nhạc này gồm 3 chương:
1. Presto, 4
4
2. Andante cung Sol trưởng, 2
4
3. Presto, 3
8

Chương đầu được mở đầu với Crescendo Mannheim, tương phản với phần còn lại của bản giao hưởng với phong cách Áo nhiều hơn. Chương này có "sự qua đi trôi chảy" khi viola "được sử dụng với sự khéo léo và tách biệt từ đệm âm trầm".